# Crisis de las hipotecas subprime

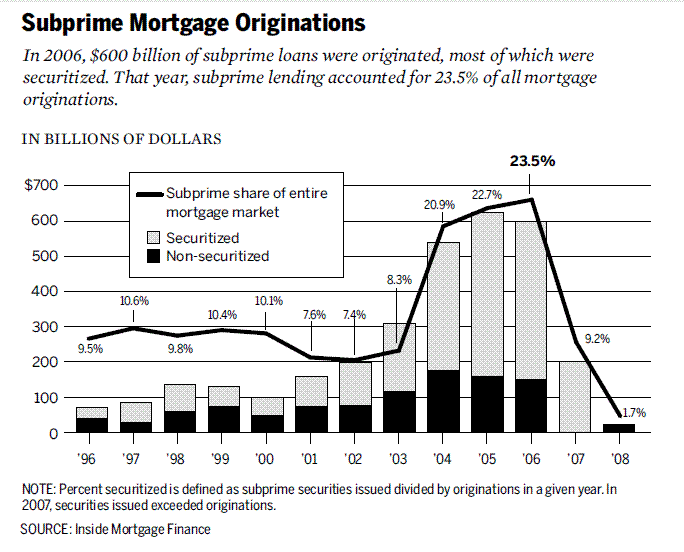
Los préstamos hipotecarios de alto riesgo subieron drásticamente durante el período 2004-2006, poco antes que la crisis se desatara.

La crisis de las hipotecas subprime fue una crisis financiera por desconfianza crediticia que se extendió inicialmente por los mercados financieros de Estados Unidos y fue la alarma que puso en el punto de mira a las hipotecas «basura» de Europa desde el verano de 2007, evidenciándose al verano siguiente con la crisis financiera de 2008. Generalmente, se considera el detonante de la Gran Recesión en el plano internacional, incluyendo la burbuja inmobiliaria en España.
La crisis hipotecaria, hasta octubre de 2008, se había saldado con numerosas quiebras financieras, nacionalizaciones bancarias, constantes intervenciones de los bancos centrales de las principales economías desarrolladas, profundos descensos en las cotizaciones bursátiles y un deterioro de la economía global real que ha supuesto la entrada en recesión de algunas de las economías más industrializadas.

## Descripción de la crisis
Las hipotecas de alto riesgo, conocidas en Estados Unidos como crédito subprime, eran un tipo especial de hipoteca, preferentemente utilizado para la adquisición de vivienda, y orientada a clientes con escasa solvencia, y por tanto con un nivel de riesgo de impago superior a la media del resto de créditos. Su tipo de interés era más elevado que en los préstamos personales (si bien los primeros años tienen un tipo de interés promocional), y las comisiones bancarias resultaban más gravosas. Los bancos norteamericanos tenían un límite a la concesión de este tipo de préstamos, impuesto por la Reserva Federal.
Dado que la deuda puede ser objeto de venta y transacción económica mediante compra de bonos o titularizaciones de crédito, las hipotecas subprime podían ser retiradas del activo del balance de la entidad concesionaria, siendo transferidas a fondos de inversión o planes de pensiones. En algunos casos, la inversión se hacía mediante el llamado carry trade. El problema surge cuando el inversor (que puede ser una entidad financiera, un banco o un particular) desconoce el verdadero riesgo asumido. En una economía global, en la que los capitales financieros circulan a gran velocidad y cambian de manos con frecuencia y que ofrece productos financieros altamente sofisticados y automatizados, no todos los inversores conocen la naturaleza última de la operación contratada. Uno de estos productos que resultó particularmente nocivo fueron las obligaciones colateralizadas mediante deuda (CDO). Las agencias de calificación asignaron calificaciones buenas (triple A o AAA) y bajo riesgo de impago a estos productos financieros (CDO), así por ejemplo Standard & Poor's cifró en solo 0,12 % (1 entre 850) la probabilidad de impago de varias CDO en los siguientes 5 años a su calificación, aunque posteriormente los datos internos de S&P para calificación revelaron que dicha probabilidad había sido 28% (unas doscientas veces superior).
La crisis hipotecaria de 2007 se desató en el momento en que los inversores percibieron señales de alarma. La elevación progresiva de los tipos de interés por parte de la Reserva Federal, así como el incremento natural de las cuotas de esta clase de créditos hicieron aumentar la tasa de morosidad y el nivel de ejecuciones (lo que incorrectamente se conoce como embargo), y no sólo en las hipotecas de alto riesgo. Posteriormente en declaraciones ante el congreso de directivos de agencias de calificación, éstas declararon que el riesgo de burbuja inmobiliaria había sido una sorpresa para ellos y para muchos otros especialistas, lo cual contradice las numerosas menciones que había recibido el tema en la prensa. En la prensa generalista estadounidense el término 
«burbuja inmobiliaria» (housing bubble) sólo había tenido 8 menciones, pero para 2005 aparecieron 3447 artículos que mencionaban y numerosas fuentes acreditan que el riesgo de burbuja inmobiliaria era contemplado como un escenario posible por numerosos analistas. Incluso entre enero de 2004 y el verano de 2005, las búsquedas en Google del término «burbuja inmobiliaria» se habían multiplicado por 10 en EE. UU. (y especialmente en estados que padecían la especulación más intensa).
Ante el congreso estadounidense en octubre de 2008, el presidente de S&P, Deven Sharma, declaró que la súbita caída de los mercados hipotecarios había sido una sorpresa. Sin embargo, numerosos analistas señalaron que las propias agencias de calificación tenían interés en mantener el mercado de la CDOs e ignorar el riesgo palpable de crisis hipotecarias. Las investigaciones posteriores descubrieron numerosas evidencias de que importantes entidades bancarias, agencias de calificación y grandes fondos de inversión tenían comprometidos sus activos en hipotecas de alto riesgo , lo que provocó una repentina contracción del crédito (fenómeno conocido técnicamente como credit crunch) y una enorme volatilidad de los valores bursátiles, generándose una espiral de desconfianza y pánico inversionista, y una repentina caída de las bolsas de valores de todo el mundo, debida, especialmente, a la falta de liquidez.

## Causas de la crisis
Varios factores se aliaron para dar lugar a la crisis financiera. En primer lugar, la enorme burbuja especulativa ligada a los activos inmobiliarios. En los Estados Unidos, como en muchos otros países occidentales, y tras el estallido de la burbuja tecnológica de principios de siglo XXI, entre los años 2000 y 2001, se produjo una huida de capitales de inversión tanto institucionales como familiares en dirección a los bienes inmuebles. Los atentados del 11 de septiembre de 2001 supusieron un clima de inestabilidad internacional que obligó a los principales Bancos Centrales a bajar los tipos de interés a niveles inusualmente bajos, con objeto de reactivar el consumo y la producción a través del crédito. La combinación de ambos factores dio lugar a la aparición de una gran burbuja inmobiliaria fundamentada en una enorme liquidez.
En el caso estadounidense, la compra-venta de vivienda con fines especulativos estuvo acompañada de un elevado apalancamiento, es decir, con cargo a hipotecas que, con la venta, eran canceladas para volver a comprar otra casa con una nueva hipoteca, cuando no se financiaban ambas operaciones mediante una hipoteca puente. El mercado aportaba grandes beneficios a los inversores, y contribuyó a una elevación de precios de los bienes inmuebles, y, por lo tanto, de la deuda.
Pero el escenario cambió a partir de 2004, año en que la Reserva Federal de los Estados Unidos comenzó a subir los tipos de interés para controlar la inflación. Desde ese año hasta el 2006 el tipo de interés pasó del 1 % al 5,25 %. El crecimiento del precio de la vivienda, que había sido espectacular entre los años 2001 y 2005, se convirtió en descenso sostenido. En agosto de 2005 el precio de la vivienda y la tasa de ventas cayeron en buena parte de los Estados Unidos de manera abrupta. Las ejecuciones hipotecarias debidas al impago de la deuda crecieron de forma espectacular, y numerosas entidades comenzaron a tener problemas de liquidez para devolver el dinero a los inversores o recibir financiación de los prestamistas. El total de ejecuciones hipotecarias del año 2006 ascendió a 1 200 000, lo que llevó a la quiebra a medio centenar de entidades hipotecarias en el plazo de un año. Para el 2006, la crisis inmobiliaria ya se había trasladado a la Bolsa: el índice bursátil de la construcción estadounidense (U.S. Home Construction Index) cayó un 40 %.
En el año 2007 el problema de la deuda hipotecaria subprime empezó a contaminar los mercados financieros internacionales, convirtiéndose en una crisis internacional de gran envergadura, calificada por algunos como la peor desde la Segunda Guerra Mundial.

### La transmisión de la crisis a los mercados financieros
La información de la cual se dispone parece indicar que el origen de la crisis se encuentra en una incorrecta valoración de los riesgos, intencionada o no, que habría sido amplificada por la automatización del mercado de valores, la desinformación de los inversores particulares y la liquidez sin precedentes del período 2001-2007. Asimismo, parece ser que las entidades bancarias recababan liquidez mediante la técnica de retirar de sus activos el dinero prestado por la vía de «colocar cédulas hipotecarias o CDOs, de CLOs y de CMOs u otras obligaciones respaldadas por paquetes de activos corporativos e hipotecarios». El riesgo de las subprime habría sido transferido a los bonos de deuda y las titulizaciones, y de ahí a fondos de pensiones y de inversión. De hecho, las entidades de valoración de riesgo (como Standard s & Poors (S&P) o Moody´s) comenzaron tras la crisis a ser investigadas por su posible responsabilidad, y sólo cuando la crisis se desató, las agencias de calificación de riesgo endurecieron los criterios de valoración. Asimismo, los legisladores norteamericanos y europeos comenzaron a barajar un endurecimiento de los criterios de concesión de hipotecas.

## La extensión del problema: agosto de 2007
Si bien la existencia de un problema con la hipotecas subprime era conocido con anterioridad al estallido de la crisis, se desconocía su alcance, y sobre todo, qué entidades se encontraban afectadas.

### Antecedentes inmediatos (años 2001-2007)
Tras los atentados del 11 de septiembre de 2001, EE. UU. apostó por la desregulación de los mercados, las bajadas de impuestos y de tipos de interés y la expansión del crédito provocando una burbuja inmobiliaria en las denominadas hipotecas subprime.
En febrero de 2007 el Wall Street Journal advertía sobre el peligro de las hipotecas subprime, así como el problema generado por los impagos de otros productos hipotecarios. En mayo, los fondos basados en hipotecas subprime comienzan a ser severamente criticados por los analistas, y los principales inversores (como Lehman Brothers Holdings Inc.) comienzan a huir de las hipotecas, tanto de las de alto riesgo como de las de bajo riesgo, negándose a dar más dinero a las principales entidades hipotecarias, las cuales comienzan a acusar falta de liquidez en contratos hipotecarios previamente comprometidos., Freddie Mac anuncia nuevas reglas para comprar créditos subprime en el mercado secundario. Mientras tanto, desde algunas instancias de la Reserva Federal se advierten los primeros síntomas de la crisis.
La percepción de crisis aumentaba a medida que entidades de gran prestigio o volumen de negocio comenzaban a dar señales de desgaste financiero.
En marzo de 2007 la bolsa de Nueva York retira de sus índices a la hipotecaria New Century por insolvencia y presunto delito contable. En el mes de abril el FMI alerta sobre la reducción del mercado de las hipotecas prime en favor de las subprime. La institución internacional, en un informe publicado ese mes, calcula que «en enero de 2007 existían en Estados Unidos 4,2 billones de euros en bonos ligados a las hipotecas de alto riesgo, de los cuales 624 000 millones de euros pertenecían a mediados de 2006 a inversores no estadounidenses».
En junio se conoce que varios fondos flexibles (hedge fund), que invertían en deuda titularizada, de una importante gestora de fondos, Bear Stearns, entran en quiebra.
En el mes de julio, según la Reserva Federal, las pérdidas generadas por las hipotecas subprime se situaban ya entre los 50 000 y los 100 000 millones de dólares.
Durante el mes de agosto de 2007 tuvo lugar la transmisión del problema a los mercados financieros. A continuación, se ofrece la secuencia cronológica de los principales hechos ocurridos durante el periodo posterior.

### Del 1 al 8 de agosto
A principios de agosto Bear Stearns vuelve a cerrar un fondo de inversiones. La compañía Blackstone anuncia su quiebra el 2 de agosto y la American Home Mortgage, el décimo banco hipotecario de los Estados Unidos, anuncia el despido de todo su personal el día 4 y la quiebra el día 6. Para entonces ya se sabe que la crisis financiera ha llegado a Europa de mano del banco alemán IKB, expuesto a inversiones en hipotecas subprime, que ha sido rescatado por una entidad financiera pública para evitar la bancarrota. Ese mismo día el National City Home Equity se declara en quiebra.

### Los días 9 y 10 de agosto
El 9 y el 10 de agosto la crisis se traslada a todas las bolsas del mundo, que comienzan a caer, especialmente al hacerse público que uno de los principales bancos europeos, el BNP Paribas, suspende tres fondos ya que la falta de liquidez «no permite establecer una valoración justa de los activos subyacentes y así calcular un valor liquidativo». Los bancos centrales de la zona del euro y de EE UU. responden con inyecciones masivas de liquidez, para calmar las tensiones del mercado interbancario derivadas de la crisis. El principal banco alemán, Deutsche Bank, sufre también pérdidas sustanciales en uno de sus fondos vinculados a la financiación inmobiliaria.
El viernes 10 el presidente de los Estados Unidos, George W. Bush pide calma ante la escalada de la crisis y asegura que hay liquidez en el mercado. El Banco Central Europeo advierte que comienza «una crisis financiera en varias etapas por pinchazo del capital riesgo y las hipotecas ‘subprime’».
Pese a todo, al final del día 10 se conoce la bancarrota de otra entidad, en este caso el Home Banc. Todas las bolsas del mundo registran importantes pérdidas de capitalización al terminar la semana. El ministro de economía español, Pedro Solbes, descarta el día 12 que la crisis de las hipotecas de EE UU. vaya a incidir en España.

### Del 11 al 19 de agosto
Ante lo que interpretan como una falta de liquidez del sistema, los principales bancos centrales inician una serie de inyecciones (en concepto de ajuste fino, o fine tuning) de varios cientos de millones de euros en diferentes divisas. Las inyecciones de liquidez, coordinadas entre la FED, el Banco Central Europeo, el Banco Central de Canadá y el Banco Central de Japón continúan el 13, 14 y 15 de agosto.
El lunes 13 de agosto las bolsas se mantienen con ligeras ganancias, para volver a caer ligeramente el 14 de agosto, especialmente por las cotizaciones bancarias. Ese día se conoce que la exposición a créditos de alto riesgo orientados al consumo del Banco de Santander tiene un valor de 2200 millones de euros, exposición que se considera baja, pese a que el día anterior se había asegurado que la banca española se encontraba a resguardo de la crisis. También ese día se tiene noticia de que uno de los mayores bancos del mundo, el Citigroup, presenta una exposición a créditos inseguros de entre 2000 y 3000 millones de dólares. El día 15 de agosto las mayoría de las bolsas continúan su caída pese a las nuevas llamadas a la calma del día anterior, esta vez de Jean-Claude Trichet.
El 16 de agosto se hace público que la Banca March congela un fondo de inversión (el Parvest Dynamic ABS), afectado colateralmente por la exposición de riesgo de BNP Paribas. Asimismo, la entidad hipotecaria australiana Rams Home Loans cae en su cotización más del 50 %, y el primer banco hipotecario norteamericano, Countrywide, sufre pérdidas en sus cotizaciones ante rumores, no confirmados, de bancarrota. También circulan rumores del inminente colapso de un gran hedge fund, recordando lo ocurrido en 1998, durante la crisis de LTCM.
El 17 de agosto a pesar de repetidas inyecciones diarias de diferentes divisas el mercado de valores no mejora. Tras una contundente caída de la bolsa japonesa, y cuando las bolsas europeas se tambaleaban nuevamente, la FED recorta en 0,5 puntos el tipo de interés interbancario, pero manteniendo el tipo federal (es decir, rebaja el precio del dinero a los bancos, pero no a los consumidores particulares), lo que provoca la remontada de todas las plazas europeas y norteamericanas. El presidente de la Reserva Federal afirma que «las condiciones de los mercados financieros se han deteriorado», lo que se evidencia en el hecho de que la hipotecaria Countrywide deba acudir a financiación de emergencia por valor de 11 500 millones de  dólares, todo ello en un clima de preocupación ante su posible situación financiera al tiempo que se conocen las millonarias pérdidas de un fondo de pensiones británico, por valor de 27 000 millones de libras.

### A partir del 20 de agosto
El 20 de agosto, tras la rebaja de tipos primarios de la FED las bolsas comienzan a recuperarse, y en el caso de las asiáticas de manera espectacular, si bien algunos analistas, como el semanario The Economist, lo consideran un compás de espera. Ese mismo día se conoce que el banco regional público germano Sachsen LB ha necesitado ser rescatado por un grupo de cajas de ahorro por valor de 17 300 millones de euros, dada su peligrosa relación con las hipotecas subprime. Durante los días anteriores muchos analistas y actores financieros presionan para evitar una nueva subida de tipos tanto en Europa como en Estados Unidos, e incluso el Gobierno japonés se dirigió a su Banco Central para evitar una nueva subida, dado el deterioro de los mercados financieros. Otros analistas, en este caso el Bundesbank, aprecian que no se dan las condiciones para evitar una nueva alza de tipos.
El 22 de agosto, así como el 23 continúan las inyecciones de liquidez de distintos bancos centrales, que no se habían dejado de producir en todos los días anteriores. El 23 se conoce que al menos 13 fondos españoles se encuentran afectados por la crisis, mientras continúa la incertidumbre sobre la estabilidad financiera internacional. El día 23 se hace pública la quiebra de una de las entidades hipotecarias más importantes de Estados Unidos, la First Magnus Financial: en total, ya son 90 entidades las afectadas por la crisis en ese país. Por su parte, el FMI destaca que la crisis financiera dañará el crecimiento mundial.
El 24 de agosto continúa la inquietud por la marcha de la crisis. Los bancos centrales siguen inyectando liquidez en el mercado, y ese mismo día se conocen los primeros datos de la exposición a hipotecas subprime en China: sus dos bancos principales (Commercial Bank of China (ICBC) y Bank of China) tienen 8000 millones de euros en inversión hipotecaria subprime.

### Septiembre de 2007
Si bien las bolsas se mantuvieron relativamente estables durante la última semana de agosto, los datos económicos estadounidenses provocan un nuevo desplome mundial bursátil el 5 de septiembre. El BCE anuncia nuevas inyecciones de liquidez, que se suman a las de la FED. El día 6 de septiembre, y pese a las intenciones declaradas con anterioridad, el BCE decide no subir los tipos de interés manteniéndolos en el 4 % (lo que se considera un aplazamiento de la subida), al observar una gran incertidumbre y volatilidad en el mercado financiero. Como consecuencia de la medida, el euribor interbancario se estabiliza, lo que no impide que las bolsas continúen cayendo.

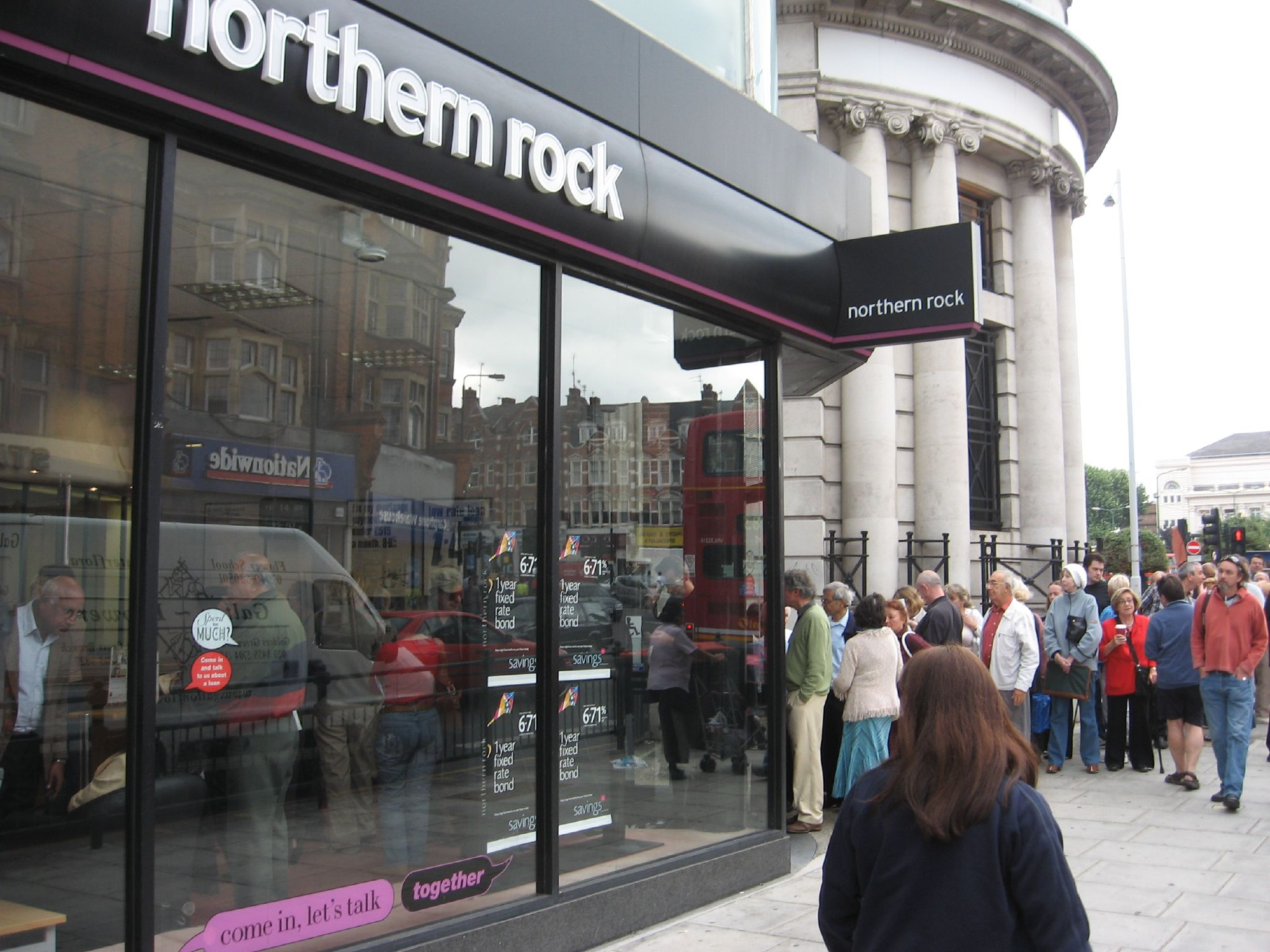
Conatos de pánico bancario en Inglaterra: colas de clientes frente a las oficinas del Northern Rock para sacar los ahorros.

El 11 de septiembre se conoce que la compañía británica Victoria Mortgages, con una cartera de créditos valorada en 440 millones de euros, se declara insolvente. Ese mismo día, el presidente del BCE Jean-Claude Trichet insiste en el riesgo inflacionista en la eurozona, lo que interpreta como una negativa a bajar los tipos de interés en el corto plazo. El 13 de septiembre el Banco de Inglaterra debe acudir al rescate del Northern Rock, quinto banco hipotecario del país, y en cuyas oficinas comienzan a crearse colas de clientes para retirar sus depósitos. Esta entidad continuará teniendo problemas durante los días siguientes, sufriendo fuertes caídas en bolsa.
Nuevamente el 17 de septiembre hay un desplome bursátil, al mismo tiempo que, tras ciertos rumores, el Banco de España desmiente que ningún banco español haya solicitado financiación de urgencia.
El 18 de septiembre la FED baja el tipo de interés un 0,5 % (una bajada inusual), provocando espectaculares subidas en las bolsas, unidas a revalorizaciones históricas del euro frente al dólar mientras continuaban las inyecciones de liquidez.
El 29 de septiembre se conoce la quiebra de un banco estadounidense pionero en Internet Netbank, que es absorbido por ING, entidad que no garantizará la totalidad de los depósitos.

### Octubre de 2007
El sistema bancario sigue dando síntomas de deterioro. El 1 de octubre de 2007 el banco suizo UBS anuncia pérdidas por valor de 482 millones de euros por causa de la tormenta hipotecaria, y el Citigroup, el mayor grupo financiero del mundo, anuncia una reducción trimestral del 60 %  en sus beneficios tras declarar unas pérdidas de 6000 millones de dólares
. El 5 de octubre la mayor correduría del mundo, Merrill Lynch, anuncia pérdidas por valor de 4500 millones de dólares.
Los días posteriores hubo una fuerte elevación bursátil, al mismo tiempo que una de las mayores inyecciones del BCE desde el mes anterior.
El 11 de octubre varios diarios económicos[cita requerida] informaban que la relación entre las entidades financieras españolas y la crisis hipotecaria de Estados Unidos eran mayores de lo que hasta el momento se intuía. Al mismo tiempo señalaba al BBVA y a otros bancos como Banco Sabadell y Banco Popular[cita requerida] de haber invertido en fondos avalados por hipotecas subprime así como la relación de distintas inmobiliarias y constructoras españolas con el tocado y dañado mercado de la construcción en Estados Unidos.
También se informó que varios organismos financieros internacionales[cita requerida] señalaban a España como uno de los países con más posibilidades de sufrir una crisis como la de Estados Unidos debido a la burbuja inmobiliaria, el incremento de la morosidad, el aumento de hipotecas de alto riesgo y el incremento de los tipos de interés.
El presidente del banco de inversiones estadounidense Merrill Lynch, Stan O'Neal, renuncia a su cargo el 30 de octubre de 2007. La renuncia de O'Neal, se produjo después de que la compañía se viera obligada a reconocer que su nivel de deudas incobrables alcanzaba los 7900 millones de dólares. Merrill Lynch fue una de las primeras compañías en reagrupar ese tipo de deuda en garantías negociables. El valor de estas garantías cayó en picado, ya que el impago de hipotecas batió el pasado año un nuevo récord debido a las elevadas tasas de interés.

### Noviembre y diciembre de 2007
El presidente de la mayor empresa de servicios financieros del mundo, Citigroup, Charles Prince, renuncia a su cargo el 4 de noviembre. Prince fue luego sustituido por Vikram Pandit. La posición de Prince se vio debilitada después de que la institución que presidía anunciara una caída del 57 % en sus beneficios trimestrales. En el mes de diciembre la crisis de liquidez y la desconfianza interbancaria hacen tomar medidas a los principales bancos centrales de manera coordinada, con objeto de respaldar el dólar estadounidense. La FED baja ese mismo mes el tipo de interés un 0,25 % y el BCE los mantiene. Debido a las dificultades para solucionar la crisis del banco británico Northern Rock el gobierno británico decide nacionalizarlo. La crisis de liquidez continúa hasta final de año, provocando máximos en el euribor interbancario, que se aleja de los tipos oficiales contenidos por el BCE mientras la prensa británica (que en ocasiones ha sido acusada de publicar noticias poco neutrales sobre la economía española[cita requerida]) pone en duda la solvencia del sistema bancario español.

### 2008 y elplan de rescate
Lejos de amainar, los efectos de la crisis financiera se contagian a la economía real, entrando Estados Unidos en una posible recesión económica, lo que obliga a tomar medidas que no logran evitar la caída de la bolsa. a lo que se une la pérdida de beneficios de los principales bancos del mundo. El lunes 21 de enero se produce una histórica caída bursátil, que arrastra a todas las bolsas del mundo salvo la estadounidense, que se encuentra cerrada por ser festivo. Lo mismo ocurre el 17 de marzo, día en que la compra del quinto banco financiero estadounidense (Bear Stearns) por parte de la financiera JP Morgan provoca una caída del 90% en las acciones de aquella entidad.
En el mes de abril de 2008, FMI cifra en 945 000 millones de dólares las pérdidas acumuladas por la crisis. En 2008 ya se da por hecho que la crisis será mundial, extendiéndose a Latinoamérica y Asia, e implicará, en combinación con una elevada inflación inicial a escala internacional (especialmente en el precio de los alimentos y de la energía) una desaceleración de la economía internacional durante un periodo relativamente largo. No en vano, el primer semestre arroja una caída media de las principales bolsas del mundo: en concreto, la española registra el peor semestre de sus 135 años de la historia de su registro reciente.
En el mes de julio del 2008, la FED se ve obligada a rescatar a las dos principales entidades hipotecarias norteamericanas: Fannie Mae (Asociación Federal de Hipotecas Nacionales) y Freddie Mac (Corporación Federal de Préstamos Hipotecarios para la Vivienda), que ha sido considerada la mayor nacionalización de la historia, las empresas privadas con problemas económicos pasaron al control del Estado, con un costo al erario público de cerca de 200 000 millones de dólares. Se nacionalizó también el banco IndyMac y se rescató la entidad Bear Stearns. En la misma línea, la Cámara de representantes decide también destinar 3900 millones de dólares para ayudar a hipotecados que no pueden pagar sus deudas.
El 15 de septiembre de 2008, Lehman Brothers, el cuarto banco de inversión norteamericano, que gestiona 46 000 millones de dólares en hipotecas, se declara en quiebra, y el Bank of America se ve obligado a comprar la entidad Merrill Lynch por 31 000 millones de dólares. Más de un año después del comienzo de la crisis sus efectos devastadores sobre la economía financiera se recrudecen, empujando las bolsas a la baja.
El 18 de septiembre el gobierno de Estados Unidos anunció un plan de rescate económico multimillonario, el mayor de la historia, que hizo que las bolsas de todo el mundo se dispararan consiguiendo subidas record.
El 22 de septiembre la Reserva Federal de Estados Unidos aprobó la conversión de los dos últimos bancos de inversión independientes que quedaban, Goldman Sachs y Morgan Stanley, en bancos comerciales, lo que permite un mayor control y regulación por parte de las autoridades del gobierno central. De esta forma se acababa con un modelo bancario con 80 años de historia. También la FED, junto con JP Morgan, tuvo que rescatar a la mayor caja de ahorros del país, Washington Mutual. Es la mayor quiebra bancaria de la historia de los Estados Unidos
En la cuarta semana de septiembre el presidente George W. Bush advirtió que Estados Unidos se encontraba al borde del pánico financiero y de una recesión larga y dolorosa. Con el fin de convencer al Congreso realiza un plan de rescate financiero de la grave crisis, negociado durante una semana entera con los máximos representantes de la oposición, es presentado urgentemente al Senado de EE. UU el 29 de septiembre de 2008 y ese mismo día es rechazado en votación considerado como 'inaceptable', cayendo por esta causa las bolsas de Wall Street, donde el Dow Jones perdió un 6,98 %, el S&P500 cayó un 8,37 % y el Nasdaq se hundió un 9,14 %, la mayor caída desde hacía 20 años. 
El plan de emergencia diseñado por el secretario del Tesoro, Henry Paulson, consistía en que el Tesoro norteamericano, en colaboración con la Reserva Federal pretendía inyectar al mercado hasta 700 000 millones de dólares a cargo de los contribuyentes, para la compra a los bancos de activos financieros inmobiliarios contaminados por las hipotecas basura, y poder mantenerlos fuera de sus cuentas hasta que la economía se recupere, siendo la mayor intervención del Estado en la historia económica del país.
Tras una segunda votación es aprobado en el Senado, con la novedad respecto a la propuesta rechazada la primera vez, de incrementar los límites de los depósitos bancarios garantizados por la Corporación Federal de Seguro de Depósitos (FDIC) que pasaron de 100 000 a 250 000 dólares asegurados a los depositantes de dinero de ahorro si un banco quiebra. El día 3 de octubre de 2008 se aprueba en el Congreso para considerar el plan de ayuda como ley.
Por otra parte se ha argumentado en contra de esta medida como intervencionista y peligrosa, tanto por sus consecuencias políticas como económicas, ya que existen otros mecanismos distintos al rescate, mismo que produce carga para los contribuyentes, socializando las pérdidas de actores privados, y que en muchos casos es preferible la quiebra porque sanearía de los activos inservibles. Estas voces sostienen además que el problema no es una falta de regulaciones, sino un exceso de malas regulaciones.

### La extensión del problema y el comienzo de la Gran Recesión
Tras el plan de rescate las bolsas de todo el mundo continuaron su tendencia fundamentalmente bajista. Tras varios lunes negros, en los que las bolsas tuvieron caídas históricas, se hace público que la segunda hipotecaria alemana (Hypo Real Estate) es intervenida por el Estado para evitar su posible quiebra, con lo que la crisis financiera estadounidense, generada a partir de las hipotecas subprime, se extiende a toda la economía financiera internacional, y se convierte en global. Con el fin de evitar el pánico bancario en toda Europa, numerosos gobiernos, como Irlanda, o Portugal, se disponen a garantizar sin límites los depósitos bancarios y a elevar los fondos de garantía de depósitos hasta 40 000 euros. En el caso de Islandia, por ejemplo, se procede a una nacionalización de facto de toda la banca privada, con el fin de evitar la bancarrota del Estado (que no se consigue), a lo que se añade un corralito para las cuentas bancarias offshore.